# Греки в Зимбабве
Греки в Зимбабве (греч. Έλληνες της Ζιμπάμπουε) являются одним из национальных меньшинств. Половина из зимбабвийцев греческого происхождения состоит из потомков греков-киприотов. В Зимбабве 11 греческих православных церквей и 15 греческих ассоциаций и гуманитарных организаций.

## История
Многие греки иммигрировали в Зимбабве в поисках лучшей жизни после Второй мировой войны и Гражданской войны в Греции, сражавшихся с 1946 по 1949 год. Греки прибыли в Зимбабве из Кипра и собственно Греции, в меньшей степени, из Южной Африки, Конго и Египта. Иммиграция проходила в несколько волн с 50-х до начала 70-х годов XX века. Хотя большинство прибывших нашли работу в розничной торговле и на производстве в Хараре, некоторые нашли работу в строительстве гидроэлектростанций и тяжёлой промышленности, где в ранний послевоенный период ощущалась острая нехватка рабочей силы. Подавляющее большинство этих мигрантов приехало в Хараре, который до сих пор имеет значительное количество жителей греческого происхождения. Пригороды Милтон-Парк, Гриндейл, Ньюлендс, Хайлендс и Истли в то время стали местом обитания греческой общины. Там были построены церкви, рестораны, предприятиями и социальные клубы. В Истли базируется Греческий клуб Хараре.
Больший приток греческой иммиграции имел место в 50-х и 60-х годах из-за экономического и политического кризиса в Греции. Население греческой общины достигло пика в середине 70-х годов, когда насчитывалось более 15 000 греков и их зимбабвийских потомков.
Греческая община в Зимбабве насчитывала от 13 000 до 15 000 человек в 1972 году, но после ухудшения внутреннего и финансового положения Зимбабве сократилась до части своего прежнего размера. 

### Греки-киприоты
Непропорционально большое количество греков прибыло в страну непосредственно с Кипра. Кипр также был британской территорией, и большинство из них могли иммигрировать в страну как британские подданные. Большинство греков-киприотов прибыли в период после Второй мировой войны с 1948 по 1960 год. Некоторые киприоты прибыли с греческой части Кипра после турецкого вторжения на Кипр в 1974 году. В то же время правительство Родезии сняло ограничения для европейцев, чтобы увеличить количество белого населения. Греки-киприоты построили свой собственный общественный зал и общественные ассоциации.

## Современное положение
Большая часть греческой общины проживает в Хараре и, в меньшей степени, в Булавайо, Гверу и Квекве. Многие зимбабвийцы греческого происхождения сохраняют свою идентичность благодаря соблюдению греческих обычаев и традиций, и своей приверженности православной христианской вере. По данным переписи 2012 года, количество людей, заявивших о своей этнической принадлежности как греков в Зимбабве, превысило до 3000 человек. По оценкам, от 30 000 до 45 000 зимбабвийских греков в настоящее время проживает за границей Зимбабве.
С 2000 года всё большее число зимбабвийцев греческого происхождения искали возможность получить греческое гражданство, чтобы иметь возможность иммиграции в страны ЕС, и в Великобританию.

## Известные личности
Военный лётчик времён Второй мировой войны Яннис Плагис из города Хартли в Южной Родезии был сыном греческих иммигрантов с острова Лемнос. Хотя Яннис Плагис был лётчиком с самым большим числом побед среди лётчиков греческой авиации и греческих граждан, воевавших в рядах других союзных авиаций. Поскольку из всех иностранцев Плагис был самым известным, в его честь был назван проспект в городе Солсбери (Хараре), и он был признан родезийским героем.
Певица Сабрина и греческий оперный певец и актёр Мариос Франгулис также родились в Родезии.